# Bulle, Doubs
Bulle är en kommun i departementet Doubs i regionen Bourgogne-Franche-Comté i östra Frankrike. Kommunen ligger i kantonen Levier som tillhör arrondissementet Pontarlier. År 2022 hade Bulle 500 invånare.

## Befolkningsutveckling
Antalet invånare i kommunen Bulle
Referens:INSEE